# Prochelyna velutina
Prochelyna velutina är en skalbaggsart som beskrevs av Sharp 1877. Prochelyna velutina ingår i släktet Prochelyna och familjen Melolonthidae. Inga underarter finns listade i Catalogue of Life.